# فرهاد غوتشر
فرهاد غوتشر (بالتركية: Ferhat Göçer)‏ (مواليد 26 يونيو 1966 في بيراجك، تركيا)، هو مغني وموسيقي تركي من أصول كردية بدأ مسيرته الفنية عام 2002. كان سفيراً للنوايا الحسنة لليونسف في تركيا منذ نوفمبر 2012 وحتى مايو 2014.

## نشأته ومسيرته الفنية
ولد غوتشر في مدينة بيراجك من عائلة ذات أصول كردية، وكان الفرد الأكبر في العائلة، ثم تشأ في مدينة إيزمت. في عام 1985 تخرج من مدرسة إزمت الثانوية ثم حصل على منحة دراسية لكلية الطب في إسطنبول، وفي عام 1988 التحق بقسم الغناء والموسيقى التابع لجامعة إسطنبول والذي عمل بعد ذلك كمشرف لأوبرا الدولة والباليه. تقاعد من مهنة الطب سنة 2017 بعد 25 سنة من عمله في هذه المهنة.

## وصلات خارجية
- فرهاد غوتشر على موقع IMDb (الإنجليزية)
- فرهاد غوتشر على موقع ميوزك برينز (الإنجليزية)
- فرهاد غوتشر على موقع أول ميوزيك (الإنجليزية)
- فرهاد غوتشر على موقع ديسكوغز (الإنجليزية)
- فرهاد غوتشر على موقع كينوبويسك (الروسية)

- الموقع الرسمي